# Cerovica, Kučevo
Cerovica (izvirno srbsko Церовица) je naselje v Srbiji, ki upravno spada pod Občino Kučevo; slednja pa je del Braničevskega upravnega okraja.

## Demografija
V naselju živi 308 polnoletnih prebivalcev, pri čemer je njihova povprečna starost 40,6 let (39,8 pri moških in 41,3 pri ženskah). Naselje ima 125 gospodinjstev, pri čemer je povprečno število članov na gospodinjstvo 3,05.
To naselje je, glede na rezultate popisa iz leta 2002, večinoma srbsko.
|  |

| Demografija | Demografija     | Demografija     |
| Leto        | Št. prebivalcev | Št. prebivalcev |
| ----------- | --------------- | --------------- |
|             |                 |                 |
|             |                 |                 |
|             |                 |                 |
|             |                 |                 |
| 1948        | 366             |                 |
| 1953        | 428             |                 |
| 1961        | 371             |                 |
| 1971        | 334             |                 |
| 1981        | 296             |                 |
| 1991        | 436             | 384             |
| 2002        | 537             | 381             |
|             |                 |                 |

| Etnična sestava po popisu iz leta 2002 | Etnična sestava po popisu iz leta 2002 | Etnična sestava po popisu iz leta 2002 | Etnična sestava po popisu iz leta 2002 | Etnična sestava po popisu iz leta 2002 |
| -------------------------------------- | -------------------------------------- | -------------------------------------- | -------------------------------------- | -------------------------------------- |
| Srbi                                   | Srbi                                   |                                        | 270                                    | 70,86%                                 |
| Vlahi                                  | Vlahi                                  |                                        | 94                                     | 24,67%                                 |
| Hrvati                                 | Hrvati                                 |                                        | 5                                      | 1,31%                                  |
| Romuni                                 | Romuni                                 |                                        | 2                                      | 0,52%                                  |
| Jugoslovani                            | Jugoslovani                            |                                        | 2                                      | 0,52%                                  |
| Albanci                                | Albanci                                |                                        | 1                                      | 0,26%                                  |
| Neznano                                | Neznano                                |                                        | 3                                      | 0,78%                                  |